# Nationaler Block (Syrien)

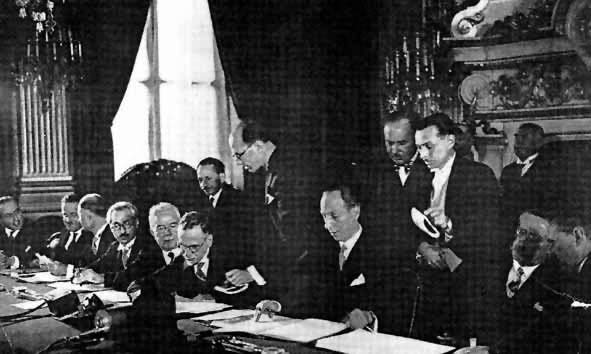
Der Bloc beim Unterzeichnen des Franko-Syrischen Vertrags 1936

Der Bloc national (französisch für Nationaler Block, arabisch الكتلة الوطنية, DMG al-kutla al-waṭaniyya) war eine syrische politische Partei, welche sich während der Periode des französischen Mandats über Syrien für die Unabhängigkeit einsetzte.
Die Partei wurde nach einer nationalen Konferenz im Jahre 1928 von Ibrahim Hananu gegründet. Es war keine strukturierte Partei, sondern vielmehr eine Koalition von Partien, die der französischen Präsenz in Syrien feindlich gesinnt waren. Der Bloc national wurde vor allem von  konservativen Notablen geleitet; Landbesitzer, Händler, Juristen etc. Diese Koalition sammelte die fünfzig reichsten und mächtigsten Familien in Syrien.
Die politische Mitwirkung dieser Notabeln im Kampf für die Unabhängigkeit ist ein Überbleibsel des politischen Kampfes, die sie in ihrer Jugend gegen das Osmanische Reich ausgetragen hatten. Der Bloc national hatte keine klar umrissene Ideologie, und auch keine soziale und ökonomische Agenda. Das Hauptziel, welches die Bewegung vorandrängte, war es, zur Syrischen Unabhängigkeit aus dem Jahre 1920 durch diplomatische und gewaltfreie Aktionen zurückzukehren. Im Jahre 1947, ein Jahr nachdem Syrien die Unabhängigkeit von Frankreich erlangte, wurde die Partei aufgelöst und in die Parti National (Nationalpartei) umbenannt. Die Volkspartei spaltete sich von ihr ab.
Mitte der 1950er Jahre konnte die Nationalpartei ihre Existenz dadurch sichern, dass sie sich ein Programm gab, das jenem der Baath-Partei nachempfunden war.